# 小行星3279
小行星3279（3279 Solon）是一颗围绕太阳公转的小行星。1960年10月17日，C. J. 万·豪敦、I. 万·豪敦-格勒内费尔德、T. 赫雷爾斯在帕洛马山发现了此天体。
該小行星以古希臘立法者梭倫命名。
这颗小行星的绝对星等为166.86903等。